# 411vm 6
411vm 6 je šesta številka 411 video revije in je izšla maja 1994.

## Vsebina številke in glasbena podlaga
Glasbena podlaga je navedena v oklepajih.
- Chaos (Blondie - The tide is high)
- Profiles Eric Ricks (Gang starr - 2 deep)
- Wheels of fortune Ben Liversedge, Ben Pappas, Frankie Mata, Genaro Vergoglini, Gino Perez, Jason Phillips, Nanda Zipp, Shin Okada
- Industry Zoo york
- Metrospective Houston (Fretblanket - You're welcome)
- Fine tuning Billy Pepper, Rune Glifberg
- Contests Slam city jam, Newburgh skatepark, LOVE park (Guru - No time to play, Blur - For tomorrow, Gang starr - B.Y.S.)
- Rookies Jeff Taylor (Solsonics - Ascension)
- Switchstance (Gang starr - B.Y.S.)
- Spot check Skip's ditch
- World report Shin Okada na Japonskem, Združeno kraljestvo (The beat - Tears of a clown)
- Transitions (Down by law - 500 miles)

Glasba v zaslugah je Rust - Some days never come.